# Akira Mutō
Akira Mutō (武藤 章, Mutō Akira) (15 décembre 1892 - 23 décembre 1948), est un général de l'armée impériale japonaise qui fut condamné pour crimes de guerre et exécuté par pendaison. Il fait partie des 14 criminels de guerre de classe A vénérés au sanctuaire Yasukuni.

## Biographie
Né dans la préfecture de Kumamoto, Mutō est diplômé de la 25e promotion de l'académie de l'armée impériale japonaise en 1913. Il est ensuite diplômé de la 32e promotion de l'école militaire impériale du Japon en 1920. Il est ensuite assigné comme attaché militaire en Allemagne de 1923 à 1926. À son retour au Japon, il sert dans diverses administrations et positions à l'État-major de l'armée impériale japonaise.
Mutō sert au bureau de planification des stratégies en 1935 et dirige la section de renseignements militaires de l'armée japonaise du Guandong au moment de l'incident du pont Marco Polo. Il serait vraisemblablement l'un des instigateurs de cet incident qui provoque l'invasion de la Chine,. Promu vice-chef d'État-major de l'armée japonaise du centre de la Chine, Mutō est en Chine pendant les premières campagnes du conflit, et est plus tard accusé d'avoir mené des troupes durant les pires excès du massacre de Nankin.  
Mutō est rappelé au Japon en 1939, promu major-général la même année, et sert au bureau des Affaires militaires du ministère de la Guerre.
Promu lieutenant-général juste avant le début de la guerre du Pacifique, Mutō est directeur du bureau des Affaires militaires au moment de l'attaque sur Pearl Harbor. Il est assigné à la tête de la 2e division de la garde impériale à Singapour en avril 1942. il est plus tard placé à la tête des forces japonaises à Sumatra dans les Indes orientales néerlandaises en juin 1944, puis est transféré aux Philippines en octobre 1944 où il est nommé chef d'État-major de la 14e armée du général Tomoyuki Yamashita.
Il est accusé d'avoir mené une campagne de massacre, tortures et autres atrocités contre les habitants locaux, et les prisonniers de guerre militaires et civils, afin de réduire la guérilla en cours.
Après la reddition du Japon, Mutō est arrêté par les forces d'occupation du Japon et jugé au tribunal militaire international pour l'Extrême-Orient pour crimes de guerre. Il est accusé d'atrocités commises sur des civils et prisonniers de guerre en Chine et aux Philippines, et est exécuté par pendaison le 23 décembre 1948.